# Fiona MacDonald
Fiona MacDonald (n. 9 decembrie 1974, Paisley, Scoția, Regatul Unit) este o jucătoare de curl ce a reprezentat Scoția, medaliată olimpică. A participat la o ediție a Jocurilor Olimpice (2002) în care a câștigat o medalie de aur.

## Participări
Lista de mai jos prezintă principalele competiții la care a participat Fiona MacDonald de-a lungul carierei.
- curling at the 2002 Winter Olympics[*]